# Michael Lagger
Michael Lagger (* 1. Februar 1986 in Klagenfurt) ist ein österreichischer Jazzmusiker (Piano, Komposition).

## Leben und Wirken
Lagger erhielt im Alter von acht Jahren ersten Klavierunterricht und die weitere, zunächst klassische Ausbildung an diesem Instrument an der Musikschule Villach sowie von 2004 bis 2006 am Kärntner Landeskonservatorium Klagenfurt bei Alexei Kornienko und Harald Neuwirth. Als Jugendlicher begann er sich für Jazz zu interessieren und spielte Standards. Zwischen 2006 und 2008 absolvierte er ein Jazzstudium an der Universität für Musik und darstellende Kunst Graz, dem sich dort das Masterstudium Jazzpiano bei Oliver Kent und Olaf Polziehn anschloss, das er mit ausgezeichnetem Erfolg abschloss. Weiterhin absolvierte er zwischen 2008 und 2010 ein Kompositionsstudium bei Ed Partyka.
2008 kam Laggers erste CD Hector’s Tripwire mit der Gruppe We Love Tuesdays bei Sessionwork Records heraus. Dann gründete er sein Tentett Akrostichon, mit dem 2010 und 2011 zwei Alben entstanden. Er leitet weiterhin sein Trio, das 2013 mit dem Grazer Literaten Clemens Setz eine erste Jazz-&-Lyrik-Produktion vorlegte. 2015 folgte in gleicher Besetzung Mondphasen, 2021 wiederum mit Lukas Raumberger (Bass) und Philipp Kopmajer (Schlagzeug), aber auch den Stimmen von Mona Camilla und Tjaša Fabjančič das Album Mila.
Weiterhin gehörte er zu den Playgrounds von Tjaša Fabjančič, zu Patrick Dunsts Tripod, Angela Tröndle Mosaik und zu Laura Winklers aura:l sculptures. Zudem arbeitete er mit der RTV Big Band Slovenija, für die er auch arrangierte. Er ist auch auf Alben von Emiliano Sampaio und dem Mega Mereneu Project zu hören.

## Preise und Auszeichnungen
Lagger erhielt den Nachwuchsförderungspreis der Marianne Mendt Jazznachwuchsförderung. 2006 war er der Pianist der Förderpreisband 2006 des"generations workshop" in Frauenfeld. 2008 war er Mitglied der Ö1 Talentebörse. Mit der Gruppe Playgrounds erhielt er den Interpretationspreis beim Wettbewerb Jazz Hoeilaart 2008 und den zweiten Platz beim internationalen Kodolanyi-Jazzwettbewerb in Siofok. 2010 wurde ihm der Christoph Klauser Kunstpreis 2010 des BSA-Steiermark zuerkannt.